# Paul H. Kim

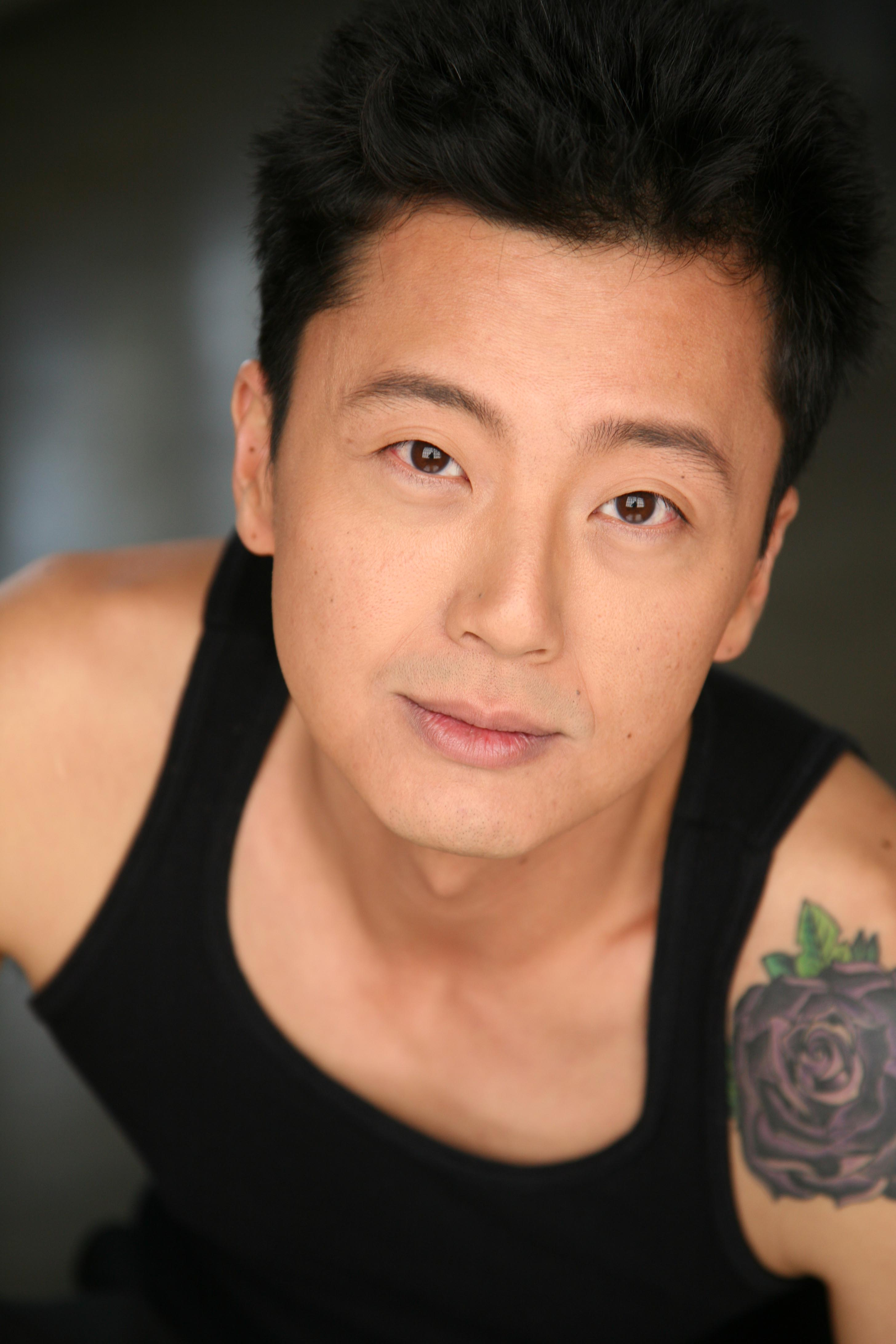
Paul H. Kim (2009)

Paul Hansen Kim, Geburtsname Paul Hae-Yang Kim, Jr. (* Hollywood, Kalifornien) ist ein US-amerikanischer Schauspieler.

## Leben
Paul H. Kim besuchte in Los Angeles die County High School of the Arts und verließ die UCLA mit einem Bachelor of Arts in Film und Theater.
Paul Hansen Kim gab sein Schauspieldebüt beim Fernsehen in der US-amerikanischen Fernsehserie Ein Trio zum Anbeißen als Student. Anschließend folgten Nebenrollen in Serien wie Pretender,
Hinterm Mond gleich links und Akte X – Die unheimlichen Fälle des FBI, bevor er sein Filmdebüt in der Horrorkomödie Jack Frost 2 – Die Rache des Killerschneemanns (2000) gab. Im Jahr 2002 spielt er in dem Psycho-Thriller One Hour Photo die Rolle Yoshi der im Supermarkt zum Foto-Entwicklerteam gehört. Robin Williams verkörperte den Arbeitskollegen Seymour in der Hauptrolle. Im Jahr 2003 stand Kim in der Actionverfilmung Hulk als Beamter vor der Kamera. Im gleichen Jahr spielte er in der Filmkomödie College Animals den Studenten Wang an der Seite von Tatyana Ali, Chris Owen, Randy Spelling und Boti Bliss. Des Weiteren verkörperte er diese Rolle in den beiden Fortsetzungen College Animals 2 (2006) und College Vampires (2009). In der Fernsehserie Journeyman – Der Zeitspringer sah man ihn in der dritten Folge der ersten Staffel als Pokerspieler.

## Filmografie (Auswahl)
- 1998: Ein Trio zum Anbeißen (Two Guys, a Girl and a Pizza Place, Fernsehserie, Folge 2x01 Two Guys, a Girl and Someone Better)
- 1999: Pretender (The Pretender, Fernsehserie, Folge 3x09 Murder 101)
- 2000: Hinterm Mond gleich links (3rd Rock from the Sun, Fernsehserie, Folge 6x01 Les Liaisons Dickgereuses)
- 2000: Akte X – Die unheimlichen Fälle des FBI (The X Files, Fernsehserie, Folge 7x20 Fight Club)
- 2000: Jack Frost 2 – Die Rache des Killerschneemanns (Jack Frost 2: Revenge of the Mutant Killer Snowman)
- 2002: One Hour Photo
- 2003: JAG – Im Auftrag der Ehre (JAG, Fernsehserie, Folge 9x07 Close Quarters)
- 2003: College Animals (National Lampoon Presents Dorm Daze)
- 2003: Hulk
- 2005–2006: Emergency Room – Die Notaufnahme (ER, Fernsehserie, zwei Folgen)
- 2006: College Animals 2 (National Lampoon’s Dorm Daze 2)
- 2007: Journeyman – Der Zeitspringer (Journeyman, Fernsehserie, Folge 1x03 Game Three)
- 2009: College Vampires (Transylmania)